# Zum Heilgen Blut Christi

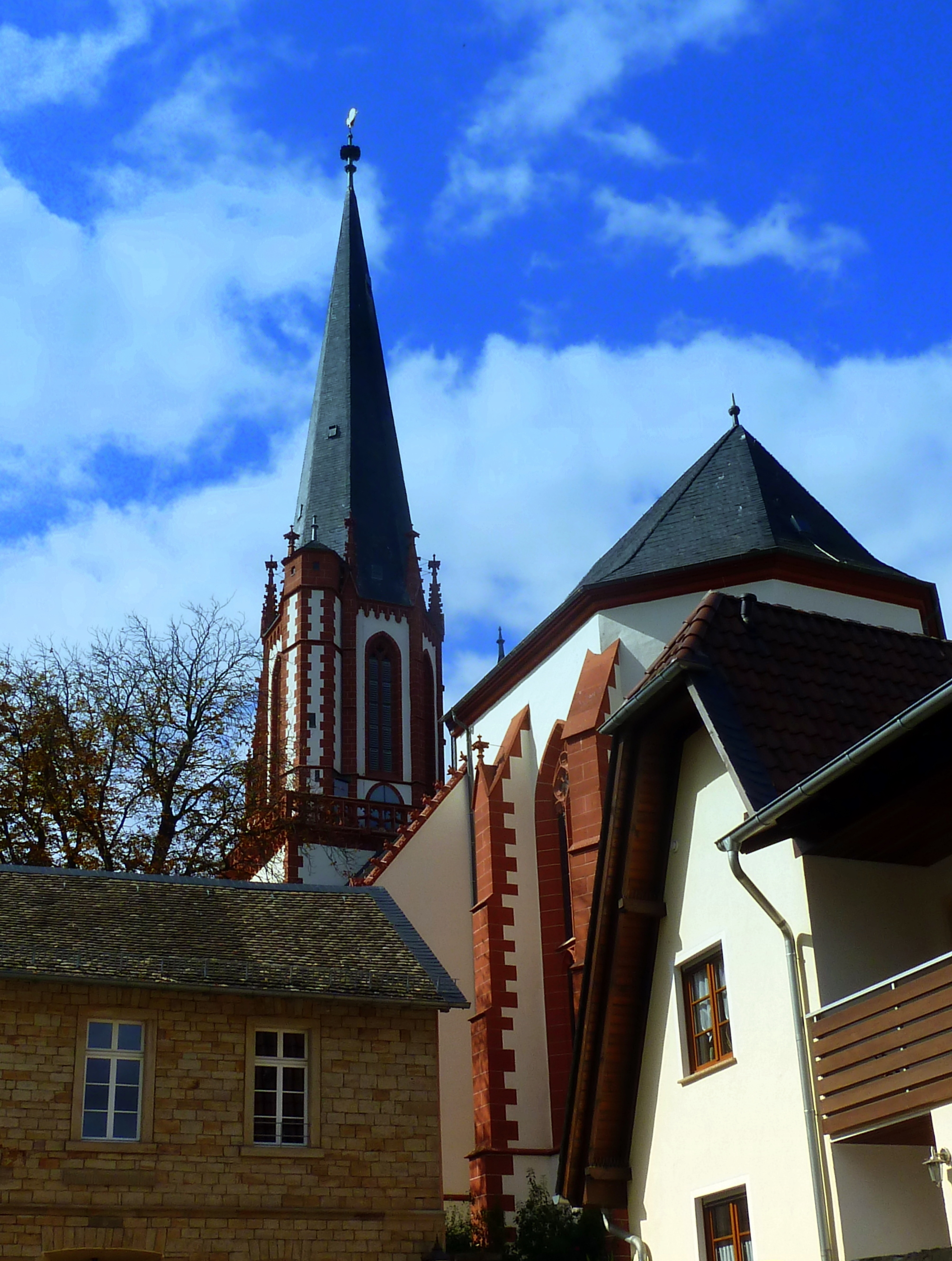
Zum Heilgen Blut Christi (2011)

Die evangelische Kirche Zum Heilgen Blut Christi ist ein denkmalgeschützter Sakralbau in Armsheim im Landkreis Alzey-Worms in Rheinland-Pfalz. Sie gehört zur Kirchengemeinde Armsheim im Dekanat Alzey-Wöllstein in der Propstei Rheinhessen und Nassauer Land der Evangelischen Kirche in Hessen und Nassau.

## Geschichte
Auf einem befestigten Friedhof wurde die spätgotische Dorfkirche im 15. Jahrhundert als Wallfahrtskirche zur Verehrung des heiligen Blutes erbaut. Vorher hatte an derselben Stelle eine dem Remigius von Reims geweihte Kirche gestanden.
Mit einem hohen sterngewölbten Chor wurde der Bau 1431 begonnen. Dieser schließt fünfseitig ab und hat dreiteilige Maßwerkfenster. Die Gewölbe ruhen auf Eckdiensten mit Laubkapitellen. Die Erbauer des Chores gehörten in den Umkreis der Schule des Madern Gerthener (vergleiche hierzu die Leonhardskirche in Frankfurt am Main und den Westchor der Katharinenkirche in Oppenheim).
Das Langhaus mit 3 ½ Jochen stammt wohl von den Oberdiebacher oder Oberingelheimer Meistern. Die beiden Seitenschiffe sind nahezu so hoch wie das Mittelschiff, doch um die Hälfte schmäler. Auf kräftigen Rundpfeilern ruhen die Kreuzrippengewölbe des Mittelschiffes. In der zweiten Hälfte des 15. Jahrhunderts wurden die Gewölbe mit prunkvollen Malereien ausgestattet.
Nach 1471 wurde mit dem Bau des mächtigen über 60 m hohen Turms begonnen, er wurde um etwa 1500 fertiggestellt. Er schließt wie ein schützendes Westwerk zur alten Stadtmauer hin ab. Im Rahmen der Reformation in der Kurpfalz wurde die Kirchengemeinde 1556 evangelisch. Der Hochaltar wurde durch einen Altartisch ersetzt, die Kanzel versetzt und die Trennung von Chor und Seitenschiffen aufgehoben.
Das Gewölbe der Turmeingangshalle wurde nach einem Brand 1854 erneuert. Auf zwei quadratischen hohen Untergeschossen ruht ein achteckiges Obergeschoss, um das eine begehbare Galerie (Umgang) führt. Eine früher zerstörte Maßwerkgalerie wurde ebenfalls um 1854 erneuert. Der Turm ähnelt dem der Heiliggeistkirche in Heidelberg und ist vielleicht auch vom gleichen Baumeister Nikolaus Eseler entworfen worden.

## Ausstattung

### Hochchor
Der über 14 Meter hohe Hochchor im Osten hat ein dreiseitig steil abgewalmtes Dach im Osten. Der Chor öffnet sich hinter dem Schlussbogen des Langhauses und ist in hervorragender gotischer Baukunst ausgeführt. Dominierend wirken die sechs großen gegliederten Fenster. Ein strahlendes Sternengewölbe ist im Zentrum des Chorbaues zu sehen. Der Schlussstein zeigt die Widmung der Kirche, eine Darstellung eines Engels mit Korporale und Kelch. Im Chorraum ist eine Reliquie ausgestellt, die angeblich das wundertätige Blut Christi beinhaltet. Diese Reliquie wird von Wallfahrern verehrt.

### Narrengestalten
Als auffälliges Gestaltungsmerkmal blicken von zwei Zwickeln des Sternengewölbes mehrere Köpfe und von den seitlichen Gewölbefeldern etliche Narrengesichter mit spöttischem Gesichtsausdruck auf die Kirchenbesucher herab.

### Glasfenster
In der Sakristei befinden sich Fragmente von künstlerischen Buntglasfenstern aus 1440, mit denen die Kirche ausgestattet war. Ein Hagelsturm zerstörte diese 1859 zum großen Teil. Bis auf wenige Reste in den Maßwerken der Spitzbögen wurden sie ausgebaut. Otto Linnemann, ein Glaskünstler, gestaltete 1914 mehrere Fenster neu. Die drei östlichen Chorfenster zeigen Heilsstationen Jesu. Der Glaskünstler Hans Gottfried von Stockhausen füllte die verbliebenen Lücken von 2006 bis 2008. Hervorzuheben ist das figürlich gestaltete Fenster der Seligpreisungen.

### Haupteingang
Auf der Südseite befindet sich der Haupteingang, er wird durch eine Vorhalle mit einem prächtigen Netzgewölbe geschützt. Dies ist mit reichlicher floraler Bemalung ausgestattet. Ein repräsentativer Gründungsstein bezeugt die Grundsteinlegung im Jahr 1431. Ein Relief mit der Darstellung von zwei schön gewandeten Engeln zeigt, wie diese einen Messkelch und ein Korporale halten. Dies soll die besondere Widmung und Weihe der Kirche als eine des heiligen Blutes Christi zeigen.

### Stumm-Orgel

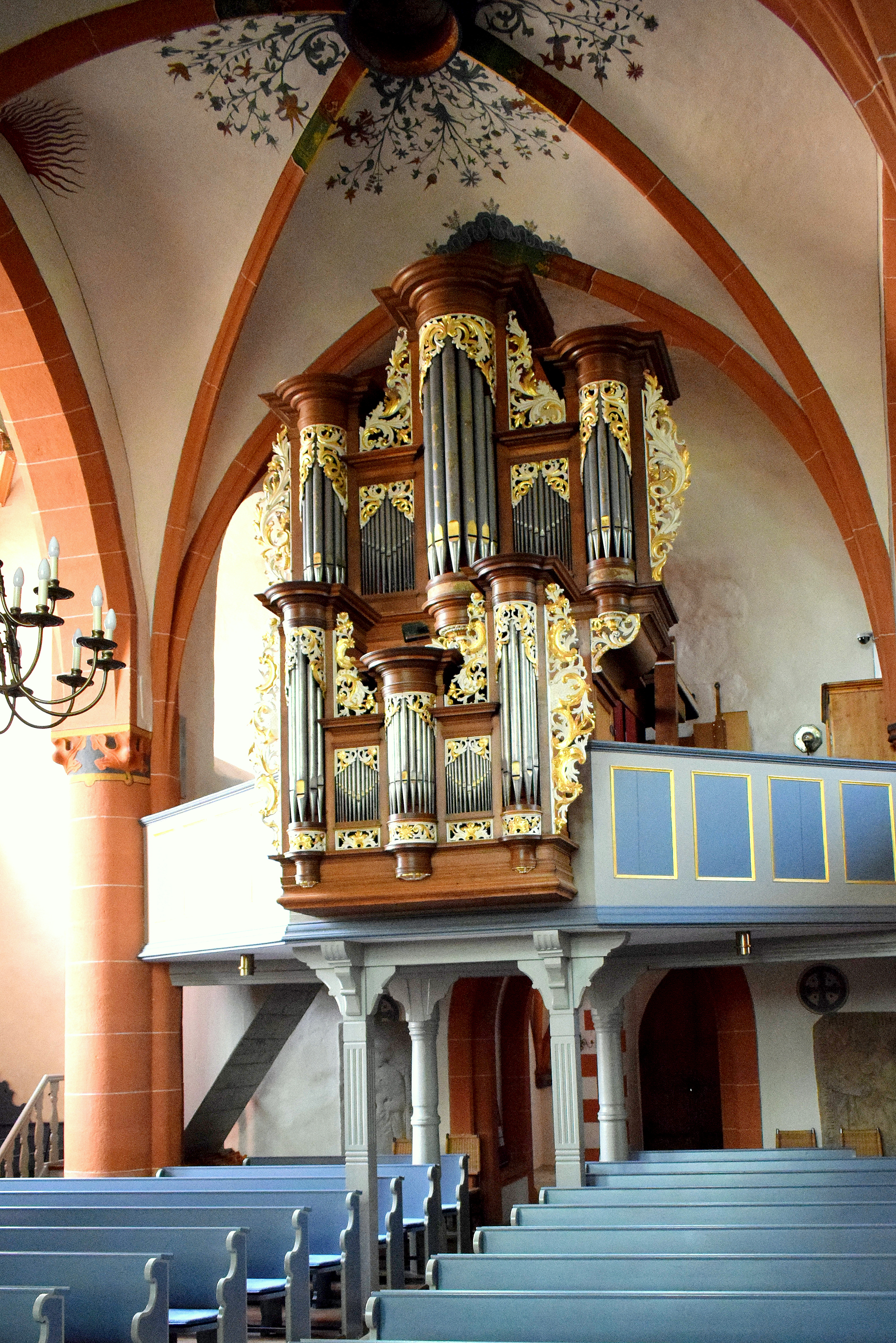
Orgel von Johann Michael Stumm (1739)

Johann Michael Stumm schuf 1739 diese Barock-Orgel. Auf den 1760 bemalten und vergoldeten Prospektpfeifen werden die Namen des Pfarrherrn, des Organisten und der Kirchenältesten sowie das Baujahr, nicht jedoch der Name des Orgelbauers genannt. Die Schnitzereien an den Seiten wurden 1760 ebenfalls vergoldet. Das Instrument ist in gutem Zustand erhalten, bemerkenswert ist die älteste erhaltene Balganlage von Stumm, das Pfeifenwerk musste jedoch einige gravierende Veränderungen erfahren. Jakob Köhler erneuerte 1840 die Klaviaturen und die Manualkoppel. Weitere Veränderungen erfolgten 1911 durch Carl Förster. Bei Restaurierungen durch die Gebrüder Oberlinger 1959 und 1990 wurden spätere Veränderungen rückgängig gemacht und die drei verlorenen Zungenregister rekonstruiert, allerdings auch – außer bei der Flaut 4′ im Hauptwerk – sämtliche Kerne erneuert. 2021 erfolgte eine erneute Restaurierung durch Quentin Blumenroeder, Hagenau, bei der die Klaviaturen erneuert und die Zungen rekonstruiert wurden. Die Orgel verfügt über 20 Register auf zwei Manualen und Pedal.
| I Rückpositiv CD–c3 |            |       |
| 1.                  | Hohlpfeif  | 8′    |
| 2.                  | Principal  | 4′    |
| 3.                  | Rohrflöte  | 4′    |
| 4.                  | Salcional  | 2′/4′ |
| 5.                  | Octav      | 2′    |
| 6.                  | Quint      | 1 ⁄3′ |
| 7.                  | Mixtur III | 1′    |
| 8.                  | Krummhorn  | 8′    |
| 9.                  | Vox humana | 8′    |
|                     | Tremulant  |       |

| II Hauptwerk CD–c3 |              |        |
| 10.                | Principal    | 8′     |
| 11.                | Hohlpfeif    | 8′     |
| 12.                | Octav        | 4′     |
| 13.                | Gemshorn     | 4′     |
| 14.                | Flaut        | 4′     |
| 15.                | Quint        | 3′     |
| 16.                | Superoctav   | 2′     |
| 17.                | Terz         | 1 3⁄5′ |
| 18.                | Mixtur III   | 1′     |
| 19.                | Trompete B+D | 8′     |
|                    | Tremulant    |        |

| Pedal CD–d0 |         |     |
| 20.         | Subbass | 16′ |

- Koppeln: I/II, II/P
- Stimmung: Neidhardt II
- Stimmton: a1 = 467,5 Hz
- Winddruck: 78 mmWS

Anmerkungen
1. ↑  C–h0 2′, ab c1 4′
2. ↑  C–h0 1 1⁄3′, ab c1 2 2⁄3′

### Weitere Ausstattung
- Mittelalterlicher Kanzelfuß um 1500 mit Symbolen der Evangelisten und Engeln, auf den Wappenschildern die Arma Christi.
- Grabsteine von Siegfried von Löwenstein, Margarete von Heppenheim und Conrad Odenkemmer.
- Wappenstein der Puller von Hohenburg

## Trivia
An den benachbarten Bundesautobahnen 61 und 63 weisen Touristische Hinweisschilder auf die ehem. Wallfahrtskirche Armsheim hin.

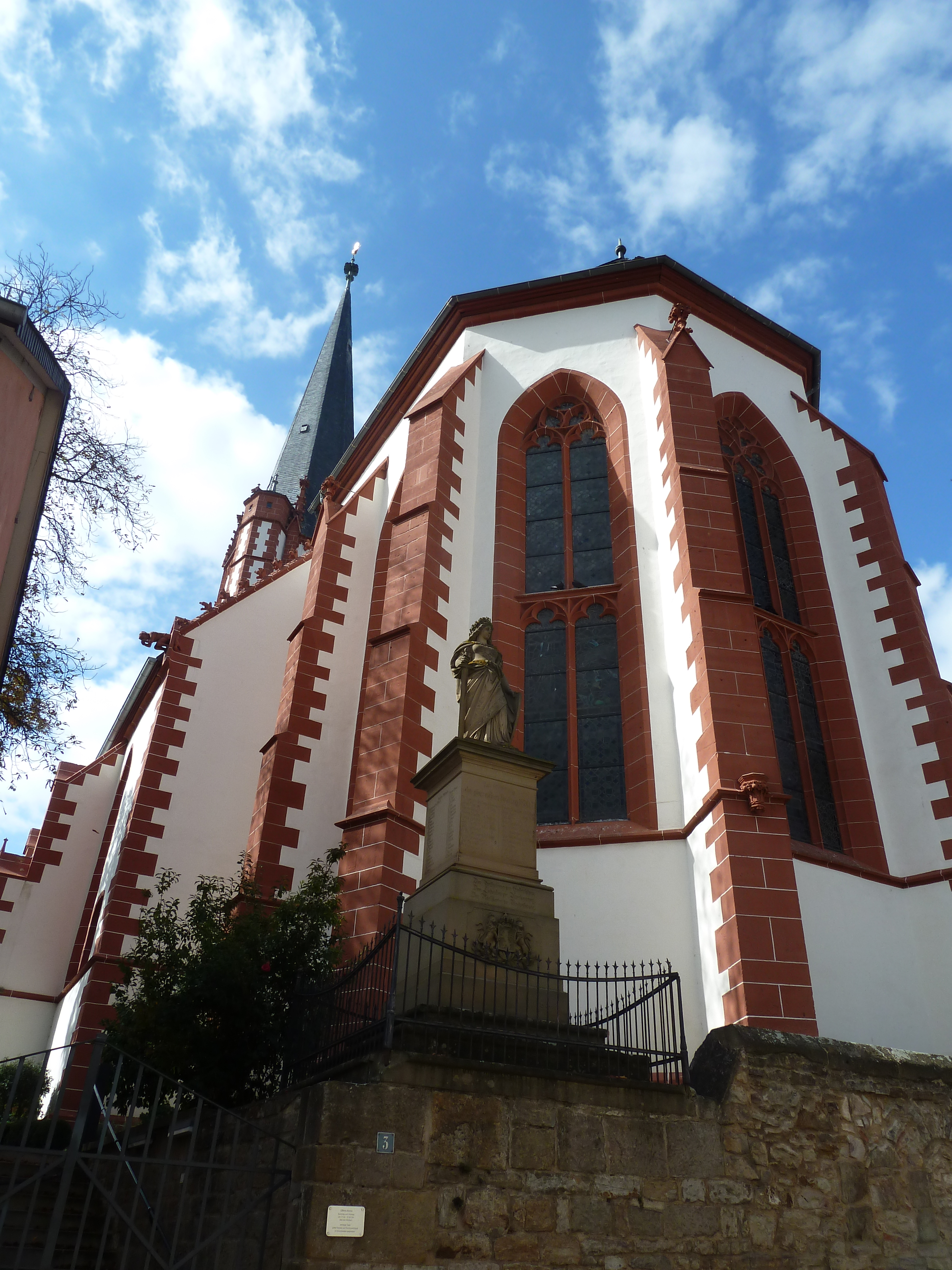
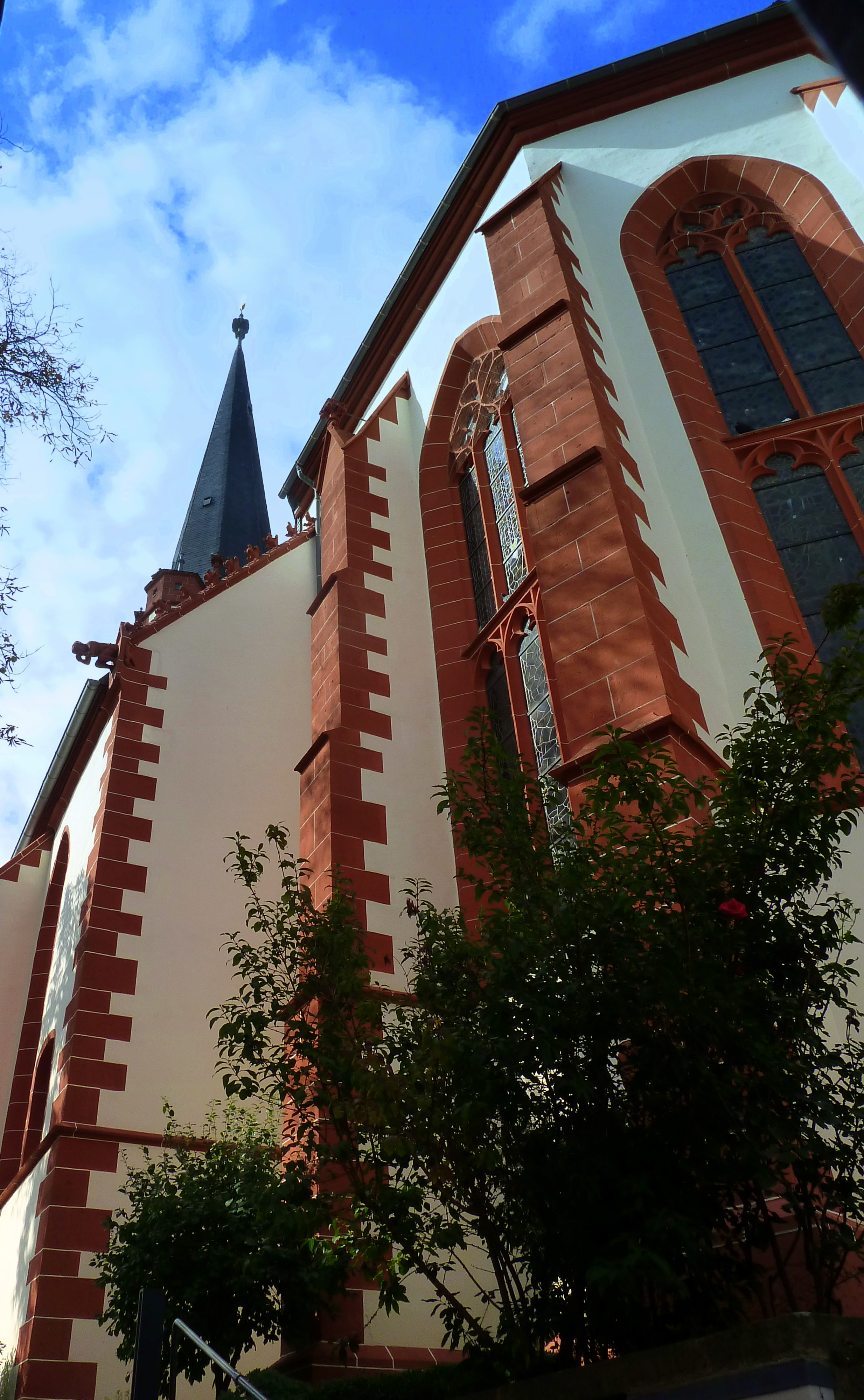
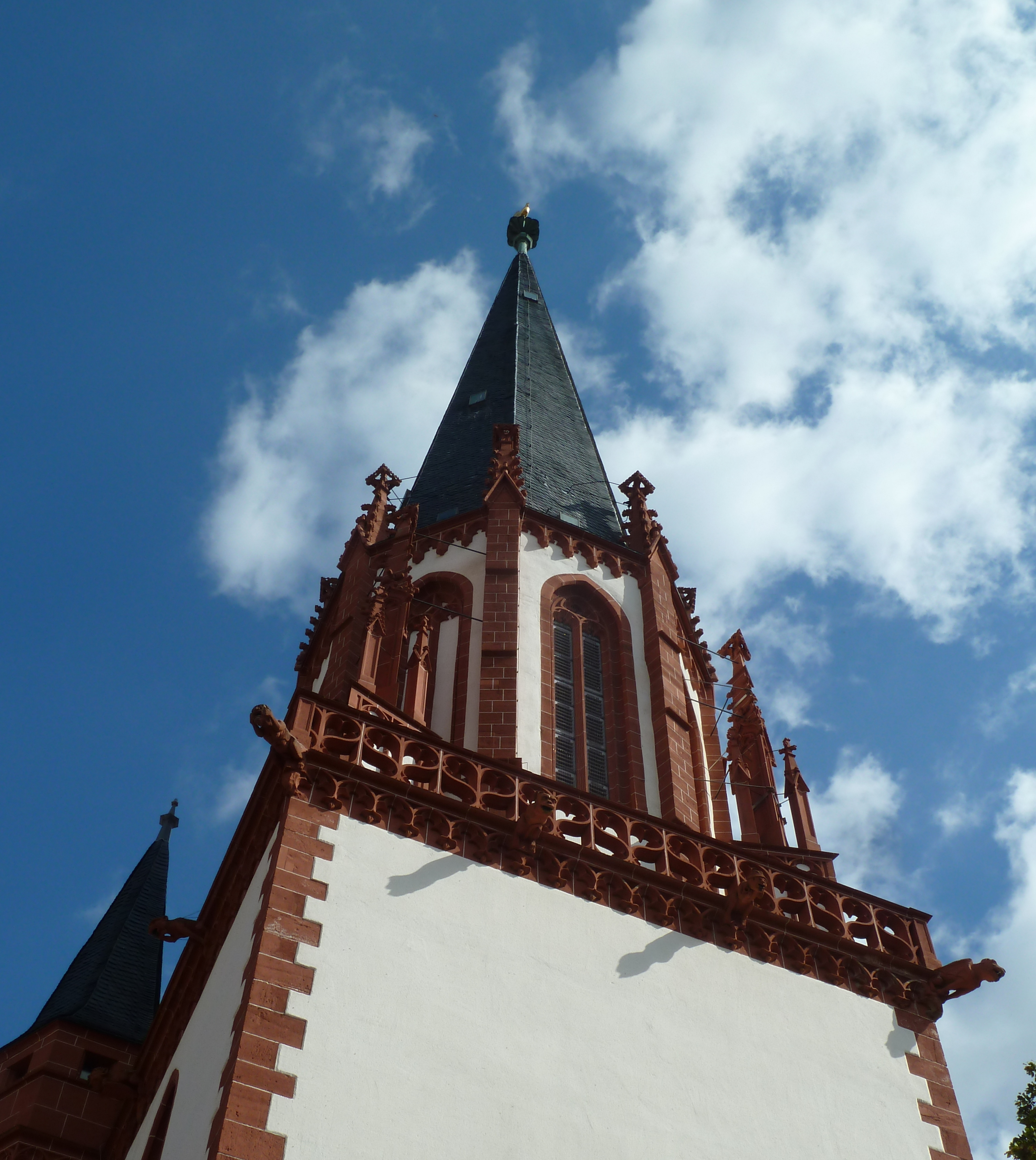